# MGM Channel
MGM Channel è stato un canale televisivo tematico a pagamento edito da MGM Networks (una sussidiaria della Metro-Goldwyn-Mayer Studios) e dedicato al cinema.
Presente in molti Paesi del mondo in edizione localizzata, in Italia MGM Channel è sbarcato sulla piattaforma televisiva Sky al canale 320 il 1º giugno 2008 in sostituzione di Studio Universal. Il canale ha cessato le sue trasmissioni il 31 agosto 2012.

## Storia
MGM Channel ha iniziato le trasmissioni sul canale 320 della piattaforma Sky il 1º giugno 2008 all'una di notte, dopo circa un'ora di silenzio audio in cui veniva mostrato un cartello fisso con il logo di Studio Universal. Per tutta la notte e il giorno successivo è stato trasmesso lo stesso promo in loop fino alle 21 del 1º giugno quando è andato in onda il primo film, Un pesce di nome Wanda.
Dal 1º dicembre 2009 il canale è stato trasmesso in formato panoramico 16:9. Il canale ha cessato le sue trasmissioni il 31 agosto 2012. Dal 28 settembre una parte della library di MGM viene ospitata sul canale Sky Cinema Classics all'interno del blocco televisivo MGM Gold.

## Programmazione
Su MGM Channel venivano programmati film tratti dal catalogo della casa di produzione cinematografica statunitense Metro-Goldwyn-Mayer. Principalmente film degli anni settanta, ottanta e novanta, ma in misura minore anche pellicole degli anni cinquanta e sessanta.
MGM offriva un palinsesto studiato in blocchi giornalieri e settimanali per soddisfare i gusti e le aspettative dei diversi telespettatori. Un mix di successo con le migliori produzioni di Hollywood e non solo, che spaziano ogni genere -azione, thriller, commedie, romantici, Western, horror- dai successi al botteghino a classici imperdibili.
In più, ogni mese venivano programmati eventi tematici e appuntamenti speciali, con tanti cicli di film dedicati ad attori e registi leggendari: da Audrey Hepburn a Meryl Streep, da Fritz Lang a Woody Allen.
Dalle dive di ieri, che sono diventate vere icone della celluloide, alle superstar di oggi, MGM offre tutta la magia del grande cinema ogni giorno, fedele alla filosofia Metro-Goldwyn-Mayer: "Grandi star, grandi registi, grandi sceneggiature, grandi attori".

## Altre edizioni
MGM Channel è disponibile in vari Paesi del mondo in edizione localizzata: negli Stati Uniti su DirecTV, nelle Filippine su SkyCable e Global Destiny Cable, in Thailandia su TrueVisions, in India su Dish TV, nel Medio Oriente e Nord Africa su Orbit Network, a Singapore su StarHub CableTV, in Romania su Focus Sat e in Germania su Sky Deutschland.